# American Motors Corporation

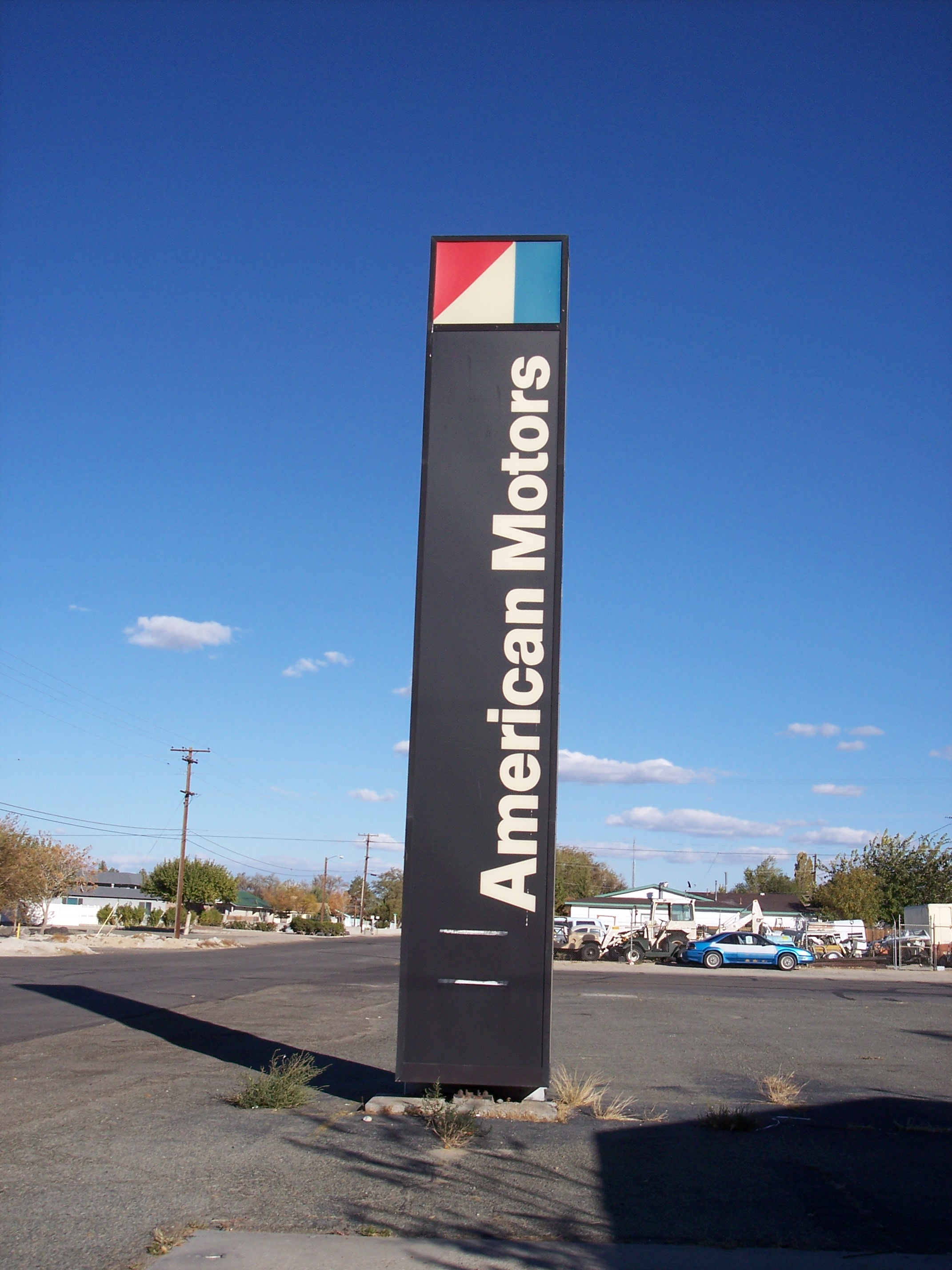

American Motors Corporation of AMC was een Amerikaanse autoconstructeur die in 1954 werd gevormd door de fusie van Nash-Kelvinator en Hudson Motor Car. Destijds was dat, met $198.000.000, de grootste Amerikaanse fusie ooit. Op 2 maart 1987 werd AMC door Chrysler opgekocht waarna de merknaam verdween.
AMC wordt herinnerd als de laatste American Independant (Amerikaanse onafhankelijke), die niet opkon tegen de Grote Drie van de auto-industrie (General Motors, Ford, en Chrysler).

## Voorgeschiedenis

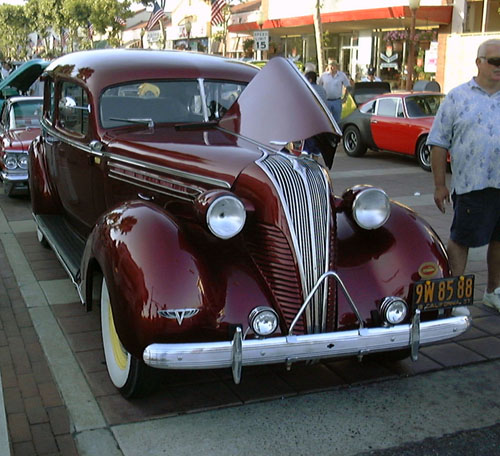
Hudson Custom Eight uit 1937

De geschiedenis van Nash begon in 1897 toen Thomas B. Jeffery zijn eerste prototype bouwde. In 1900 kocht hij de voormalige Sterlin- fietsenfabriek in Kenosha (Wisconsin) waar hij begon met de productie van zijn automerk Rambler. Na het overlijden van Jeffery in 1910 nam diens zoon, Charles T. Jeffery het bedrijf over. In 1914 veranderde hij de merknaam van de auto's in Jeffery ter ere van zijn vader. Twee jaar later, in augustus 1916, nam Charles W. Nash de zaak over onder de nieuwe naam Nash Motors Company.

## Jaren vijftig

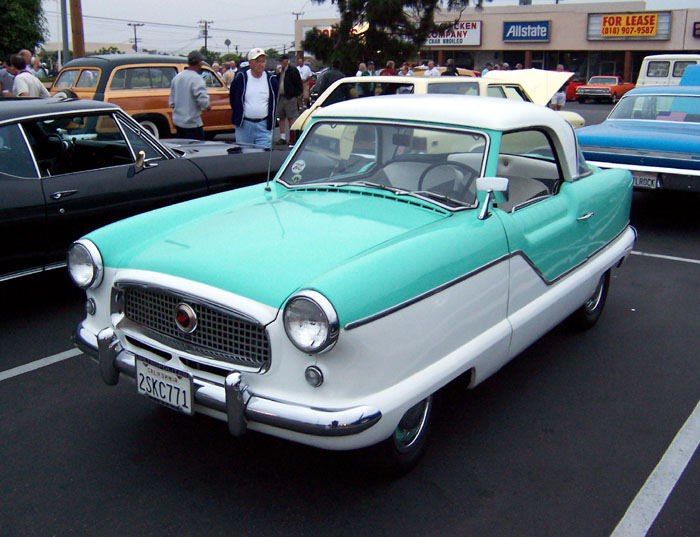
Nash Metropolitan uit 1956

In 1954 fuseerde Nash Motors met Hudson tot AMC. Ook Kelvinator Appliance ging mee op in de fusie. De bedenker van deze fusie, George Mason, vond dat de laatste onafhankelijke Amerikaanse autoconstructeurs alleen zouden kunnen overleven als ze samen opgingen in één grote autogigant. Op die manier konden ze als een gelijke concurreren met General Motors, Ford en Chrysler. De bedoeling was dat de merken Studebaker en Packard niet veel later ook zouden instappen. Packard nam in 1954, volgens plan, Studebaker over en werkte samen met American Motors. Door een geschil over een contract stopte die samenwerking in 1956 en ging de laatste fusie, tussen AMC en Studebaker-Packard, niet door.
Vanaf 1955 werden de producten van Nash en Hudson gezamenlijk gepromoot en verkocht. De goed lopende Rambler werd met beide emblemen verkocht en vormde later de ruggengraat van het bedrijf. In 1958 liet AMC de merknamen Nash en Hudson vallen en werd Rambler een volwaardig merk. Alleen de Nash Metropolitan, die in het Verenigd Koninkrijk werd gebouwd, bleef nog tot 1962 bestaan.

## Jaren zestig

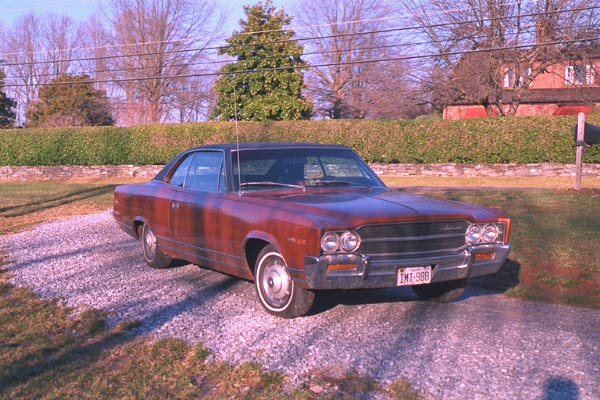
AMC Ambassador uit 1969

Om de productlijn te completeren deed AMC iets nieuws dat tot op heden niet met succes werd nagedaan: de oude Nash Rambler uit 1955 werd na slechts minimale aanpassingen opnieuw uitgebracht, nu als de Rambler American.
De bedrijfsleiders wilden vervolgens de naam Rambler vervangen door een naam die de identiteit van het bedrijf beter zou weerspiegelen. Het vervangen van een sterke merknaam door een onbekende was een gevaarlijke zet. De verwarring die er door ontstond zou het bedrijf nooit meer te boven komen.
De modellen Marlin en Ambassador kregen in 1966 het opschrift American Motors, en in 1967 AM. Uiteindelijk werden ze vanaf 1968 verkocht onder de naam AMC. Na 1970 werd de naam Rambler in de Verenigde Staten niet meer gebruikt. In het buitenland bleef hij nog bestaan. Het laatste gebruik was in 1983 in Mexico.
De productlijn bestond in de jaren zestig hoofdzakelijk uit onopvallende modellen. In de nooit-aflatende strijd om de Grote Drie bij te blijven ontwikkelde men puur conventionele wagens qua stijl en techniek. De AMC AMX en de AMC Javelin werden daarentegen wel opgemerkt. De verkoop draaide echter wel goed begin jaren zestig en er werden mooie winsten geboekt. AMC behaalde tweemaal een derde plaats bij de bestsellers en de hele lijn werd een keer Auto van het Jaar.

## Jaren zeventig

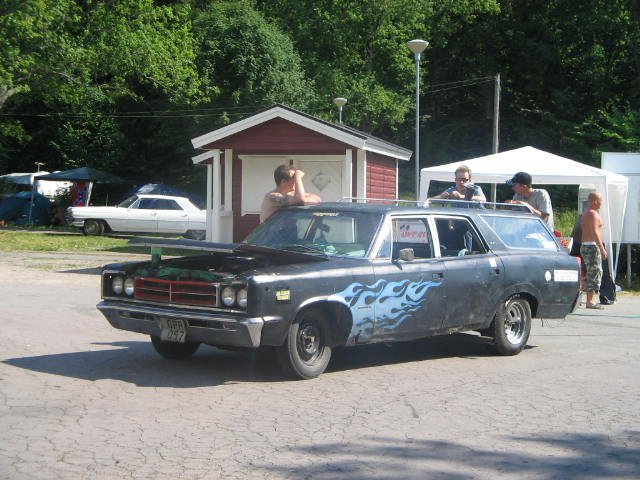
Rambler Rebel uit 1970

Met het vlot verdiende geld uit de jaren zestig nam AMC in 1970 Kaiser-Jeep over van Kaiser Industries. De militaire en speciale productlijnen die Jeep had werden in de American Motors General Products Division ondergebracht, later AM General.
De jaren zeventig met de recessie begonnen verder veelbelovend voor AMC, mede door de reputatie van functionele auto's, maar het tij keerde snel. De AMC Gremlin werd gelanceerd. Dat was een van de eerste Amerikaanse kleine wagens. Het model was net als de AMC Hornet erg succesvol en overtuigde AMC om nieuwe producten te blijven ontwikkelen. In 1971 kwam de AMC Matador uit. De verkoopcijfers van dat model voldeden nooit aan de verwachtingen. Op het model werd veel geld verloren, mede omdat de Matador nauwelijks componenten deelde met andere modellen. In 1978 werd de productie gestaakt.
In 1975 introduceerde AMC de AMC Pacer. Even kort als een compacte wagen en even breed als een luxewagen. De bedoeling was om een kleine auto aan te bieden met hetzelfde comfort als een grote. Het brandstofverbruik was echter te hoog. Na twee succesvolle jaren gingen de verkopen in 1977 achteruit. Omdat de Pacer bijna geen gedeelde onderdelen bevatte was de prijs per gebouwde auto hoog. Dat betekende een enorm verlies voor AMC dat erdoor aan de afgrond kwam te staan. In 1980 liet men de Pacer varen.

## Jaren tachtig

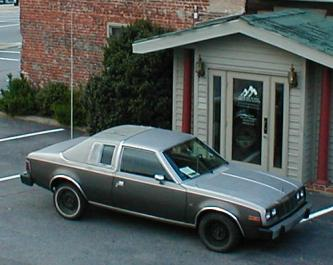
AMC Concord uit 1980

Na de Pacer was AMC bijna failliet. Een volledig nieuwe serie luxe wagens werd geannuleerd en de oude Hornet kreeg een snelle face-lift om in 1979 de nieuwe AMC Concord te worden. De Gremlin werd op dezelfde wijze de AMC Spirit.
Die face-lifts en herlanceringen konden geen redding bieden. Het merk had nieuwe, moderne producten nodig maar AMC beschikte niet over het daarvoor benodigde kapitaal. De enige mogelijkheid was een buitenlandse investeerder aan te trekken. Die werd gevonden in de Franse constructeur Renault. Die kocht zich voor 5% in in AMC en leende het bedrijf 135 miljoen dollar. In ruil importeerde en distribueerde AMC Renaults in Noord-Amerika. Ook zou AMC een nieuwe moderne lijn van Renaults gaan bouwen in Kenosha. Het eerste product dat uit het partnerschap voortvloeide was de Renault Alliance, een compacte sedan, in 1983. Een nagenoeg identieke coupe-versie werd als Renault Encore verkocht. Vanwege de slechte financiële situatie van AMC werd Renault gedwongen haar aandeel te verhogen. In 1983 bezaten de Fransen 49% van de Amerikaanse constructeur.
Vanaf datzelfde jaar bestond de merknaam AMC uit slechts één model: de revolutionaire AMC Eagle. Verder lag de focus van het bedrijf bij Renault en Jeep. De Eagle, die bekendstaat als een van de eerste crossover SUVs, was de eerste auto die een permanente vierwielaandrijving had. Naar AMC-gewoonte verkocht het model goed gedurende de eerste twee jaar waarna de verkoop drastisch terug begon te lopen. Waarschijnlijk was het publiek uitgekeken op de vormgeving die AMC al sinds 1970 hanteerden. De Eagle station wagon werd nog tot 1988 gebouwd.
Ook Jeep had baten bij de samenwerking met Renault. De nieuwe Jeep Cherokee en Jeep Wagoneer bevatten Renault-onderdelen.

## De ondergang

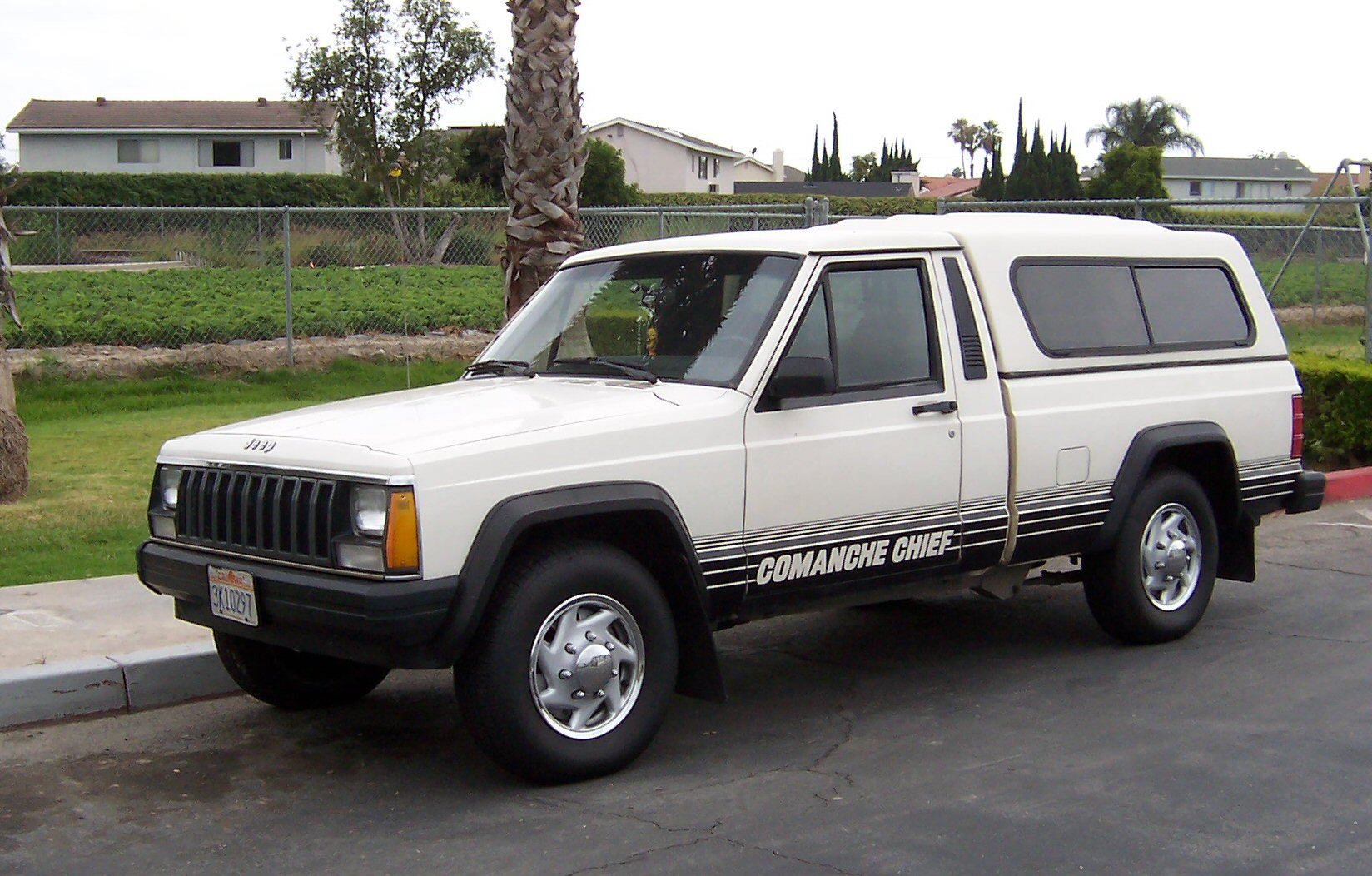
Jeep Comanche Chief uit 1986

De Amerikaanse overheid stond niet toe dat een buitenlandse overheid een significant deel van een belangrijke defensieleverancier bezat, en Renault was deels eigendom van de Franse staat. Daarom moest de winstgevende divisie AM General wegens Renaults grote participatie worden verkocht.

Renault zat inmiddels zelf in financiële problemen in Frankrijk. Wegens de forse investeringen in de Verenigde Staten moest in Frankrijk worden bezuinigd. Verschillende Franse fabrieken gingen dicht en er vielen vele ontslagen. Dat was mogelijk een motief voor de moord op Renaults directeur-generaal Georges Besse in 1986.
Diens opvolger Raymond Lévy herstelde de financiële positie en de relatie met de werknemers en verkocht AMC aan Chrysler. De verkoop had een ironische noot: net op dat moment was de automobiel-pers erg opgetogen over de geplande lijn voor 1988 van Renaults en Jeeps. Er werd zelfs gespeculeerd dat AMC er met die lijn weer bovenop kon komen.
Chrysler creëerde het nieuwe automerk Eagle ter vervanging van AMC. Dat merk werd een flop. Het waren in feite Chryslers en Mitsubishi's met een ander embleem, de zgn. 'badge-engineering'. Het merk werd stopgezet in 1998. Jeep overleefde wel, dankzij de grote vraag naar SUV's in de jaren negentig.

## Jaren negentig
De geplande Renault Medallion werd de Eagle Medallion. De Summit, een conceptwagen van Renault/AMC, ging naar Mitsubishi. De Renault Premier, die gezamenlijk door Renault en AMC was ontwikkeld, werd verkocht onder de naam Eagle Premier. Dit model werd tevens de ruggengraat van Chryslers aanbod in de jaren negentig. Onder andere de Chrysler Concorde, de Chrysler New Yorker, de Chrysler LHS, de Dodge Intrepid, de Eagle Vision en de Chrysler 300M waren erop gebaseerd.

## 21e eeuw
Twintig jaar na het verdwijnen van AMC is het voormalige automerk grotendeels vergeten door het grote publiek. Ook verzamelaars hadden maar weinig aandacht voor de naam, maar nu de prijzen van populaire klassiekers blijven stijgen groeit die aandacht wel.
Verder heeft het merk nooit veel invloed gehad. Het werd nooit een echte concurrent voor de Grote Drie. Tijdens AMC's lange geschiedenis werden wel veel bedrijfsonderdelen gekocht, verkocht en verzelfstandigd. Een kort overzicht van wat van hen geworden is:
- In de voormalige AMC-fabriek in Toledo, (Ohio), worden nog steeds de Jeep Wrangler en de Jeep Liberty gebouwd. (Zie Toledo North Assembly)
- In AMC's hoofdfabriek in Kenosha worden nu motoren gebouwd voor verschillende Chrysler producten.
- In de geavanceerde Bramalea-fabriek in Ontario, die rond de tijd van de overname pas af was, worden de Dodge Charger, de Dodge Magnum en de Chrysler 300 geproduceerd. (Zie Brampton Assembly)
- AM General is nog steeds operationeel en produceert de High Mobility Multipurpose Wheeled Vehicle (HMMWV of "Humvee") voor het Amerikaanse en geallieerde legers. De civiele versie, de Hummer H1 en H2, worden onder licentie gebouwd. Het civiele Hummer-merk is eigendom van General Motors.
- Kelvinator, dat bij Nash hoorde ten tijde van de fusie in 1954, werd in 1958 verkocht door American Motors en behoort nu tot Electrolux.
- Jeep is nog steeds onderdeel van Chrysler, dat sinds 2009 voor 20% tot het Italiaanse Fiat behoort.
- De Wheel Horse Products Division is nu van Toro Lawnmower Products.
- Het voormalige hoofdkantoor van AMC, het American Center in Detroit wordt momenteel volledig als kantoorruimte verhuurd.